# Juan González
Juan Josep González Fuentes (ur. 21 września 1971) – andorski kolarz, olimpijczyk. Brał udział w igrzyskach w roku 1992 (Barcelona). Nie zdobył żadnych medali.

## Letnie Igrzyska Olimpijskie 1992 w Barcelonie
| Konkurencja                | Czas | Miejsce |
| -------------------------- | ---- | ------- |
| Wyścig ze startu wspólnego | AC   | DNF     |